# Downey
Downey ist eine Stadt im Los Angeles County im US-Bundesstaat Kalifornien, Vereinigte Staaten. Das U.S. Census Bureau hat bei der Volkszählung 2020 eine Einwohnerzahl von 114.355 ermittelt. Das Stadtgebiet hat eine Größe von 32,6 km². Die Stadt wurde von dem damaligen Gouverneur John Gately Downey gegründet und nach ihm benannt.

## Geschichte
Vor dem Erscheinen der Spanier wurde das Gebiet von den Tongva-Indianern besiedelt. Die Spanier nannten sie Gabrielino-Indianer.
1784 überließ Gouverneur Pedro Fages dem ehemaligen Soldaten Manuel Nieto (1734–1804) das größte Grundstück Kaliforniens. Das Gebiet von 1200 km² dehnte sich über den Santa Ana River im Osten und den alten San Gabriel River im Westen aus.
Nach dem Mexikanisch-Amerikanischen Krieg wurden viele der Californio-Ranchos von reichen Amerikanern britischer Abstammung übernommen. Diese Amerikaner wanderten in westliche Richtung unter der Manifest-Destiny-Doktrin und heirateten in Californio-Familien ein.
Downey wurde von John Gately Downey, Gouverneur von Kalifornien während des Sezessionskrieges, gegründet. Die Southern Pacific Railroad erreichte den Ort 1873. Die Farmer des Gebietes bauten bis etwa 1940 Getreide, Mais, Castorbohnen und Früchte an.
Downey wurde 1956 der Status von Stadt verliehen. Nach dem Zweiten Weltkrieg wurden die Farmen durch Vorstadtgebiete und Fabriken ersetzt. Ursprünglich war Vultee Aircraft der größte Arbeitgeber der Stadt, danach North American Aviation (später North American Rockwell, anschließend Rockwell International, das an Boeing verkauft wurde). Die Fabriken dieser Firma stellten sowohl einige Systeme des Apollo-Programms als auch das Space Shuttle her. Rockwell International wurde 1999 geschlossen.
Die zwei Oberschulen von Downey sind nach den Gouverneuren John G. Downey und Earl Warren benannt. Downey ist der Sitz von Rancho Los Amigos National Rehabilitation Center, die die wichtigste öffentliche Rehabilitationsklinik von Los Angeles County ist.

## Landmarken
In Downey befindet sich seit 1953 das älteste noch bestehende McDonald’s-Restaurant. Das erste Taco-Bell-Restaurant wurde von Glen Bell 1962 in Downey geöffnet.

## Söhne und Töchter der Stadt
- James Stuart Olson (* 1946), Historiker
- Kenneth Shelley (* 1951), Eiskunstläufer
- Dave Alvin (* 1955), Musiker
- Wayne Rainey (* 1960), Motorradrennfahrer
- James Hetfield (* 1963), Songwriter, Gitarrist, Frontmann und Sänger der Band Metallica
- Dan Henderson (* 1970), Ringer und Mixed-Martial-Arts-Kämpfer
- Tina Caspary (* 1970), Schauspielerin, Choreografin und Tänzerin
- Donavon Frankenreiter (* 1972), Surfer und Musiker
- Alanna Ubach (* 1975), Schauspielerin und Synchronsprecherin
- David Lago (* 1979), Schauspieler
- Ryan Hollweg (* 1983), Eishockeyspieler
- Anna Maria Picarelli (* 1984), Fußballspielerin
- Evan Longoria (* 1985), Baseballspieler
- Art Cruz (* 1988), Schlagzeuger
- Bobby Edner (* 1988), Schauspieler und Sänger
- Aimee Teegarden (* 1989), Schauspielerin
- Megan Suri (* 1999), Schauspielerin